# Малкочоглу
Малкочоглу је отоманска династија, српског порекла из периода 14-16 века. Интегрисана у османску владавину Румелије.
Бројни представници рода, чији је отац Малкоч-бег, служе као акинџије. Према легенди, Малкоч-бегова корњача налази се у селу Бурја, које се у прошлости звало Малкочево.
У 14-16 веку под владавином султана Мехмед II Освајач и Бајазит II, породица је била позната широм Румелије као гази, а њена господства су била око Силистре. 